# Пархоменко, Прасковья Георгиевна
Прасковья Георгиевна Пархоменко (1886, Зеньков, Полтавская губерния — 1970, Алушта) — советский астроном, исследователь малых планет в Симеизском отделении Пулковской обсерватории в 1920-х—1930-х годах. Открыла 2 астероида: (1129) Неуймина и (1166) Шакунтала.

## Биография
Родилась в 1886 году в местечке Зенькове.
В 1914 году стала слушательницей физико-математического отделения Высших женских курсов и приняла участие в экспедиции Харьковской астрономической обсерватории по наблюдению полного солнечного затмения в августе 1914 года. Затем вплоть до окончания курсов работала в обсерватории на должности вспомогательного вычислителя под руководством профессора Л. О. Струве. В 1923 году поступила в аспирантуру научно-исследовательской кафедры астрономии Харьковского института народного образования. В 1926 году принята в члены Французского астрономического общества.
В 1934 году уволена из обсерватории как идеологически чуждый элемент. Поступила на работу в Украинский центральный институт гигиены труда и профессиональных заболеваний, где изучала отражение света и вопросы освещения рабочих мест. В том же году было репрессировано руководство обсерватории и Пархоменко вернулась в неё, работая по совместительству. Пыталась защитить докторскую диссертацию, но получила на текст негативные отзывы.
В 1939 году переехала на работу в Симеизскую астрономическую обсерваторию. 
В 1940 году она публикует основные материалы своей диссертации в виде статьи «К вопросу об исследовании солнечной атмосферы». После войны она интересовалась в основном вопросами связанными с термоядерными реакциями, её работы по этой теме в 1964 году были переизданы в журнале Problems of Cosmogony.
С конца 1960-х годов проживала в доме престарелых.
Умерла в 1970 году.

## Память
В честь Прасковьи Пархоменко назван астероид (1857) Пархоменко, открытый 30 августа 1971 года сотрудницей Крымской астрофизической обсерватории Тамарой Смирновой.